# Óriásláb – Családi bevetés
Az Óriásláb – Családi bevetés (eredeti cím: Bigfoot Family) 2020-ban bemutatott francia–belga 3D-s számítógépes animációs film, a 2017-es Óriásláb fia című film folytatása. . Az animációs játékfilm rendezői Ben Stassen és Jeremy Degruson, producerei Ben Stassen, Caroline Van Iseghem és Matthieu Zeller. A zenéjét Puggy szerezte. A mozifilm az nWave Pictures, a Belga Productions és az Octopolis gyártásában készült, a Belga Films, az Apollo Films és a TF1 Studio. A filmet Bigfoot Superstar címmel is bemutatták.
Franciaországban 2020. augusztus 5-én, Magyarországon 2020. október 1-jén mutatták be a mozikban.

## Cselekmény
Két hónappal azután, hogy meggyőzte apját, Óriáslábat, hogy térjen haza, Adamot túlságosan megviseli a figyelem, amit apja újonnan szerzett hírneve hozott a családnak. Az is nehezére esik, hogy bevallja érzéseit szerelmének, Emmának. (A történetben Adam és az állatok tudnak egymással beszélni, de anyja nem érti az állatok nyelvét).
Óriásláb a hírnevét egy jó ügy érdekében akarja felhasználni, és úgy dönt, hogy egy nagy vadrezervátum védelme egy kétes olajcégtől Alaszkában tökéletes alkalom erre. Adam segít az apjának azzal, hogy feltölt egy promóciós videót a közösségi médiába. Tüntetők hada érkezik, hogy támogassa Óriáslábat, aki egy éjszaka rejtélyes módon eltűnik. Adam és édesanyja, Shelly útra kel állatbarátaikkal együtt, hogy megtalálják és megmentsék őt.
Alaszkába érkezve Adam és Shelly találkozik azzal a tüntetővel, Arlo Woodstockkal, aki utoljára látta Óriáslábat. Shelly követi Arlót arra a helyre, ahol elmondása szerint utoljára látta Óriáslábat, de közben Adamot orvul átadja az olajvállalat munkásainak, akik fogságba ejtik. 
Adam megszökik, és találkozik egy farkassal, akivel alkut köt.  A farkas eleinte meg akarja enni a fiút, de amikor rájön, hogy tudnak beszélni egymással, kiderül, hogy az olajkitermelést egyikük sem szereti, tehát közös érdekük, hogy azt abbahagyják. A farkas elvezeti őt oda, ahol az olajvállalat dolgozik, majd nem kíséri tovább. Adam rájön, hogy Arlo valójában a cégnek dolgozik, és közreműködött Shelly elrabolásában is. Adam elkerüli, hogy újból elfogják őt. 
Adam beszivárog a vállalat területére. A mágnás üzletember és a cég tulajdonosa, Connor Mandrake arra készül, hogy egy bombával elpusztítsa a völgyet, hogy könnyebben ki tudja bányászni a jelenlegi olajat. 
Miután Adam kiszabadította Shellyt, valamint az apját, akit szintén elrabolt a cég, Adam velük együtt megszökik a területről. Adam még visszamegy egy öngyilkos küldetésre, hogy rövid idő alatt  hatástalanítsa a bombát. Connor szembeszáll velük, Adam pedig felveszi őt videóra, és ezzel leleplezi a tervet, ami a környezet megóvása helyett annak leromolásából és beszennyezéséből áll. 
Adam feltölti a felvételt egy videómegosztó oldalra Connor vallomásáról. Connort és Arlót letartóztatják. 
Adam később találkozik Emmával, aki elárulja neki, hogy Adam véletlenül (amikor úgy tűnt, hogy meghalhat) elküldte neki az érzéseit felfedő videót, amiben elmondja, mit érez iránta. A fiú randira hívja Emmát, aki elfogadja, és megcsókolja Adamet, miközben a jeleneten remekül szórakozó családja gratulál neki.

## Szereplők
| Szereplő                     | Eredeti hang        | Magyar hang         |
| ---------------------------- | ------------------- | ------------------- |
| Adam Harrison                | Jules Wojciechowski | Gáll Dávid          |
| Dr. Jim Harrison, „Óriásláb” | Roger Craig Smith   | Kálloy Molnár Péter |
| Conor Mandrake               | Grant George        | Takátsy Péter       |
| Arlo Woodstock               | David Lodge         | Zöld Csaba          |
| Shelly Harrison              | Lindsey Alena       | F. Nagy Erika       |
| Wilbur                       | Michael Sorich      | Ujlaki Dénes        |
| Strapa                       | Joey Lotsko         | Lippai László       |
| Emma                         | Shyloh Oostwald     | Szabó Luca          |
| Steve                        | Joe J. Thomas       | Vida Péter          |
| Weecha                       | Laila Berzins       | Sági Tímea          |
| Tina                         | Sandy Fox           | Czirják Csilla      |
| Jones igazgató               | Joey Camen          | Albert Péter        |
| Jávorszarvas                 | Joey Camen          | Orbán Gábor         |
| Farkas                       | Joey Camen          | Koncz István        |
| Sarkvidéki nyúl              | Craig Smith         | Pálmai Szabolcs     |
| Cy Wheeler                   | George Babbit       | Albert Gábor        |
| Doris                        | Cyndia Scott        | Illésy Éva          |
| Becky                        | N/A                 | Lamboni Anna        |
| Tony                         | N/A                 | Baráth István       |

További magyar hangok: Árvay Bálint Bendegúz, Bartók László, Berki Benedek, Czupi Áron, Csányi Dávid, Csík Csongor, Dézsy Szabó Gábor, Fülöp Tamás, Garami Mónika, György-Rózsa Sándor, Katona Zoltán, Kelemen Noel, Kereki Anna, Kis Horváth Zoltán, Markovics Tamás, Tokaji Csaba, Turóczi Izabella

## Filmkészítés
Az Óriásláb – Családi bevetés forgatása nem sokkal az nWave hetedik animációs játékfilmje, A királynő kutyája megjelenése előtt kezdődött. 

## Bemutató
Az Óriásláb – Családi bevetés 2020 júniusában mutatkozott be az Annecy Nemzetközi Animációs Filmfesztiválon. A fesztiválon a legjobb animációs film kategóriában jelölték. A film premierje 2021. február 26-án volt a Netflixen. A nyitóhétvégén a Netflix első helyen álló filmje volt az Amerikai Egyesült Államokban, Kanadában, Ausztráliában, Új-Zélandon és az Egyesült Királyságban, és 6 napig egymás után az első helyen állt az Egyesült Államokban.

## Vita
2021 márciusában egy petícióval megtámadta filmet a Kanadai Energia Központ, egy olyan ügynökség, amelyet az albertai kormány hozott létre és finanszírozott, hogy népszerűsítse az olajipart és megvédje azt a kritikusokkal, köztük a környezetvédőkkel szemben. A Kanadai Energia Központ, más néven az „energetikai hadműveleti központ” közzétett egy weboldalt, amely azzal vádolta a filmet és annak amerikai forgalmazóját, a Netflixet, hogy félretájékoztatással „agymosást” végeznek a gyerekeken. A weboldal, amely a Support Canadian Energy („Támogassuk a kanadai energiát”) címet viselte, egy petíciót is tartalmazott.

## Fordítás
- Ez a szócikk részben vagy egészben  a   Bigfoot Family című angol Wikipédia-szócikk fordításán alapul.  Az eredeti cikk szerkesztőit annak laptörténete sorolja fel. Ez a jelzés csupán a megfogalmazás eredetét és a szerzői jogokat jelzi, nem szolgál a cikkben szereplő információk forrásmegjelöléseként.

## Televíziós megjelenések
- Film Now
- M2, Moziverzum